# 롤란도 비안키
롤란도 비안키(이탈리아어: Rolando Bianchi, 1983년 2월 15일, 이탈리아 로베레 ~ )는 이탈리아의 전 축구 선수이다. 2006-2007 시즌에는 레지나 칼초에서 많은 골을 터뜨리며, 세리에 A 득점 순위 3위에 오르기도 하였고, 2002년-2006년에는 이탈리아 U-21 축구 국가대표팀에서 활약하기도 하였다.